# Банник Анатолій Олександрович
Анатолій Олександрович Ба́нник (нар. 7 грудня 1921, хутір Воздвиженський, нині в межах Сумської області — 19 січня 2013) — український шахіст, майстер спорту СРСР (1949).
 П'ятиразовий чемпіон України (1945, 1946, 1951, 1955, 1964; цей показник досі залишається рекордним). 
Один із лідерів збірної України в 1940—1960-х роках.

## Біографія
Анатолій Банник у шахи почав грати 12-річним. Навчався в тренера й педагога Олександра Константинопольського.
Оскільки Анатолій Банник був у Радянському Союзі сином «ворога народу», то не мав можливості взяти участь у жодному особистому міжнародному змаганні. Від 1998 року мешкав у Німеччині.

## Основні досягнення
- П'ятиразовий чемпіон Української РСР — 1945, 1946, 1951, 1955, 1964.
- Дворазовий чемпіон всесоюзного спортивного товариства «Спартак».
- Бронзовий призер командного чемпіонату СРСР у складі збірної України — 1951.
- Срібний призер командного чемпіонату СРСР у складі збірної спортивного товариства «Наука» — 1952, 1954.
- Бронзовий призер командного чемпіонату СРСР у складі збірної спортивного товариства «Спартак» — 1966.
- Учасник семи фіналів першості СРСР — 1954, 1956, 1957, 1958, 1961, 1962, 1964.
- Учасник 6-ї особистої першості СРСР (1963—1964), 1-го чемпіонату СРСР за листуванням (1966—1968).
- Учасник матчів СРСР — Югославія (1963) та Україна — Болгарія (1963—1965).
- Чемпіон СРСР серед ветеранів (1981) разом із гросмейстером Давидом Бронштейном.

Банник був шахістом активного позиційного стилю, володів високою технікою захисту, впевнено грав у гострих позиціях.

## Результати виступів у чемпіонатах України
| Рік  | Місто            | Турнір                 | +  | − | =  | Результат | Місце   |
| ---- | ---------------- | ---------------------- | -- | - | -- | --------- | ------- |
| 1940 | Київ             | 12-й чемпіонат України | 3  | 9 | 5  | 5½ з 17   | 18      |
| 1944 | Київ             | 13-й чемпіонат України | 7  | 4 | 1  | 7½ з 12   | — 6     |
| 1945 | Київ             | 14-й чемпіонат України | 10 | 2 | 2  | 11 з 14   | Gold    |
| 1946 | Київ             | 15-й чемпіонат України |    |   |    | 14 з 17   | Gold    |
| 1947 | Київ             | 16-й чемпіонат України | 6  | 2 | 8  | 10 з 16   | 5       |
| 1948 | Київ             | 17-й чемпіонат України | 8  | 3 | 7  | 11½ з 18  | 4       |
| 1950 | Київ             | 19-й чемпіонат України | 6  | 4 | 7  | 9½ з 17   | 6 — 7   |
| 1951 | Київ             | 20-й чемпіонат України | 8  | 1 | 8  | 12 з 17   | Gold    |
| 1955 | Київ             | 24-й чемпіонат України | 8  | 2 | 7  | 11½ з 17  | Gold    |
| 1956 | Київ             | 25-й чемпіонат України | 9  | 0 | 10 | 14 з 19   | Silver  |
| 1957 | Київ             | 26-й чемпіонат України | 2  | 3 | 12 | 8 з 17    | 9       |
| 1958 | Київ             | 27-й чемпіонат України | 6  | 4 | 6  | 9 з 16    | 9       |
| 1959 | Київ             | 28-й чемпіонат України | 6  | 4 | 11 | 11½ з 21  | 10      |
| 1960 | Київ             | 29-й чемпіонат України | 7  | 2 | 8  | 11 з 17   | 4 — 5   |
| 1964 | Київ             | 33-й чемпіонат України | 9  | 0 | 10 | 14 з 19   | Gold    |
| 1966 | Київ             | 35-й чемпіонат України | 7  | 1 | 9  | 11½ з 17  | Bronze  |
| 1967 | Київ             | 36-й чемпіонат України | 4  | 4 | 5  | 6½ з 13   | 24 — 37 |
| 1968 | Київ             | 37-й чемпіонат України | 5  | 5 | 7  | 8½ з 17   | 10 — 13 |
| 1969 | Івано-Франківськ | 38-й чемпіонат України | 6  | 5 | 4  | 8 з 15    | 7 — 10  |

## Результати виступів у чемпіонатах СРСР
| Рік       | Місто     | Турнір              | + | − | =  | Результат | Місце   |
| --------- | --------- | ------------------- | - | - | -- | --------- | ------- |
| 1954      | Київ      | 21-й чемпіонат СРСР | 4 | 7 | 8  | 8 з 19    | 14 — 16 |
| 1956      | Ленінград | 23-й чемпіонат СРСР | 3 | 5 | 9  | 7½ з 17   | 11 — 12 |
| 1957      | Москва    | 24-й чемпіонат СРСР | 3 | 5 | 13 | 9½ з 21   | 13 — 15 |
| 1958      | Рига      | 25-й чемпіонат СРСР | 4 | 8 | 6  | 7 з 18    | 16      |
| 1961      | Москва    | 28-й чемпіонат СРСР | 1 | 8 | 10 | 6 з 19    | 20      |
| 1962      | Єреван    | 30-й чемпіонат СРСР | 7 | 5 | 7  | 10½ з 19  | 7 — 8   |
| 1964/1965 | Київ      | 32-й чемпіонат СРСР | 1 | 5 | 13 | 7½ з 19   | 15 — 17 |